# Kelster
Die Kelster (auch Kelsterbach genannt) ist ein gut fünf Kilometer (nach anderen Quellen drei Kilometer) langer, orografisch linker, geografisch südlicher und östlicher Zufluss des Flusses Main im deutschen Bundesland Hessen. Der Bach entspringt im Südwesten der Stadt Frankfurt am Main und mündet in der südwestlich von Frankfurt gelegenen Stadt Kelsterbach. Die Kelster gehört nach der Gewässerkunde (Limnologie) zum Fließgewässertyp der kleinen Niederungsfließgewässer in einem Flusstal.

## Geographie

### Verlauf

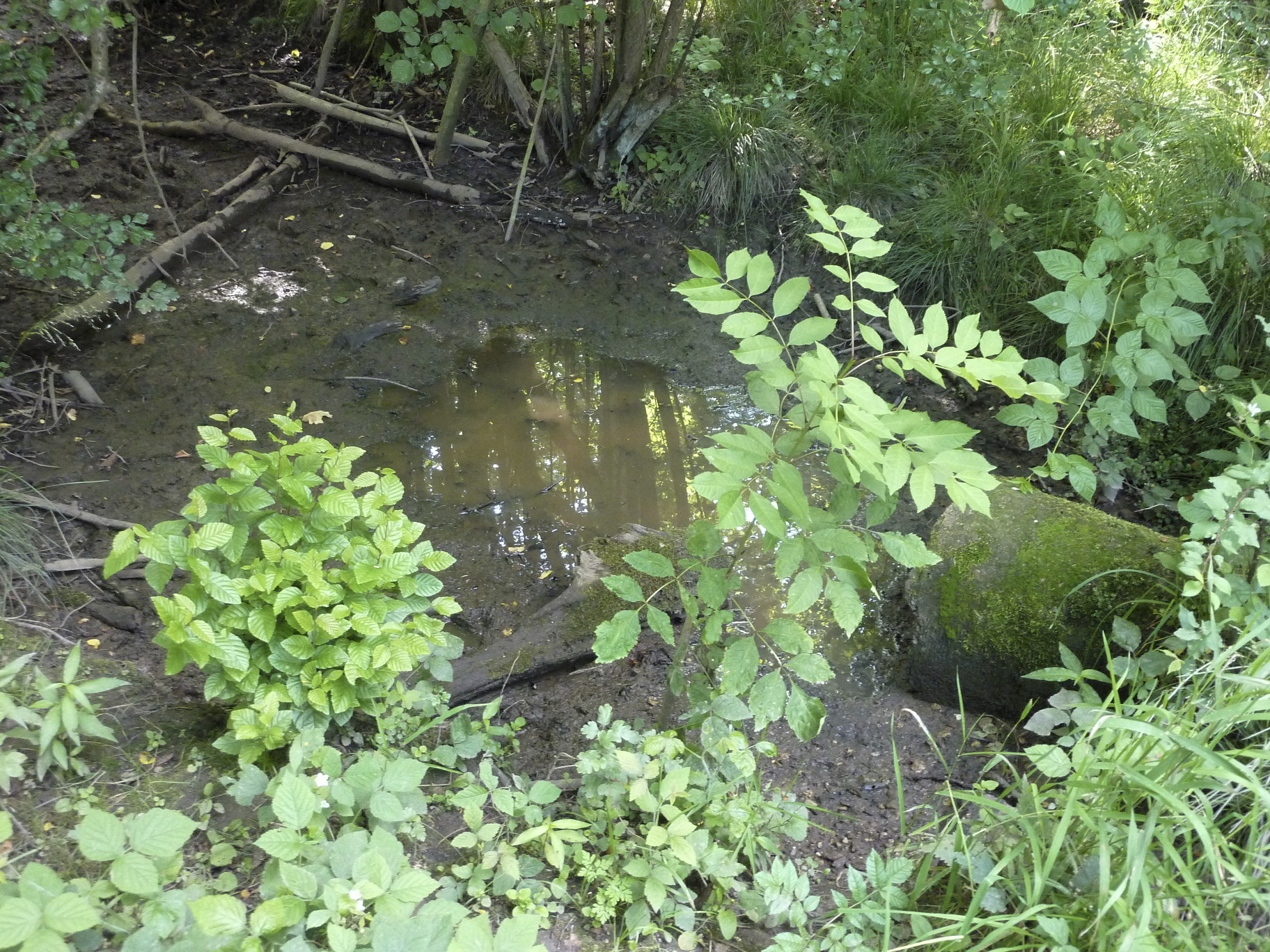
Das sumpfige Quellgebiet der Kelster, Ansicht von der Kleinwiesenschneise aus

Das Quellgebiet der Kelster liegt in der Frankfurter Gemarkung Schwanheim am Rand der zum Frankfurter Grüngürtel gehörenden Schwanheimer Wiesen. Von dort verläuft der Bach für die Strecke von etwa 1,6 Kilometern in westlicher und südwestlicher Richtung auf Frankfurter Stadtgebiet. Das Quellgebiet befindet sich im äußersten Westen des Frankfurter Stadtwaldes, östlich des sumpfigen Rohsees. Dieses Sumpfgebiet liegt am nördlichen und westlichen Rand eines Teils der Schwanheimer Wiesen mit dem Flurnamen Kleine Wiese. Der Bachlauf besteht dort aus einem System aus nur zeitweilig Wasser führenden Gräben, die der Entwässerung der Wiesen dienen. Aufgrund des sumpfigen Charakters des Geländes, das zudem jahreszeitlich bedingt teilweise trockenfällt, ist die Quelle der Kelster nicht exakt lokalisierbar. Westlich der Kleinwiesenschneise fließt die Kelster entlang des östlichen Randes des Rohsees. Die Kelster ist neben dem weiter östlich gelegenen, ebenfalls von links dem Main zufließenden Königsbach und dem Bach vom Mörderbrunnen, der von rechts in den Königsbach mündet, eines von drei Fließgewässern im Frankfurter Stadtwald.
Nach der Unterquerung der Bundesstraße 40 in westlicher Richtung erreicht die Kelster das Gebiet der Gemarkung Kelsterbach. Sie durchfließt das Feuchtgebiet der Riedwiese, verläuft eine kurze Strecke parallel zum Amselpfad, um schließlich am nördlichen Stadtrand von Kelsterbach in den Main einzumünden.

### Ortschaften
Zu den Ortschaften an der Kelster gehören (flussabwärts betrachtet):
- Frankfurt-Schwanheim (Hessen)
- Kelsterbach (Hessen)